# Металлопласт
Металлопласт — конструкционный материал на основе металлического листа с одно- или двухсторонним полимерным покрытием. Он обладает электроизоляционными свойствами, поддаётся многим способам механической обработки (штамповкой, сваркой и т. д.) и применяется в производстве строительных деталей, специальной тары для хранения агрессивных веществ, кузовов автотранспорта, корпусов предметов бытовой техники (холодильников, стиральных машин, телевизоров).
Материалом металлической основы может служить сталь, алюминий, титан и их сплавы, её толщина обычно около 0,3-1,2 мм. Материалом полимерного покрытия может быть полиолефин, поливинилхлорид, фоторпласт, полиамид и др.; толщина покрытия, как правило, составляет 0,05-1 мм. Покрытие может быть как однотонным, так и многоцветным, гладким или рельефным, а также — оно может имитировать собой какие-либо другие материалы.
Металлопластовые изделия могут производиться разными способами, например путём погружения металлического листа в расплав полимера, нанесения полимерной пасты, напыления порошкообразного полимера или наклеивания полимерной плёнки на металлическую основу и т. п.